# Nazionale maschile di calcio di Cipro
La nazionale di calcio di Cipro (in greco εθνική ομάδα ποδοσφαίρου της Κύπρου?) è la rappresentativa calcistica di Cipro ed è posta sotto l'egida della Federazione calcistica di Cipro.
La selezione comprende prevalentemente giocatori del campionato nazionale, tranne qualche calciatore che gioca nel campionato greco o in altri europei. Il giocatore più rappresentativo, nonché primatista di presenze (106), è l'attaccante Giannakīs Okkas, che aveva come compagno di reparto Michalīs Kōnstantinou, miglior marcatore della storia della nazionale con 32 reti.
Nella classifica mondiale della FIFA, istituita nell'agosto 1993, il miglior piazzamento di Cipro è il 43º posto del settembre 2010, mentre il peggiore è il 142º posto del giugno 2014. Attualmente occupa il 110º posto della graduatoria.

## Storia
La rappresentativa cipriota esordì il 23 luglio 1949, un anno dopo l'affiliazione della locale federcalcio alla FIFA, in amichevole contro una squadra di club, il Maccabi Tel Aviv (3-3 il risultato finale). Sette giorni dopo perse per 3-1 contro Israele a Tel Aviv, nella prima partita, un'amichevole, giocata contro un'altra nazionale.
Il 13 novembre 1960, dopo l'indipendenza dal Regno Unito, Cipro scese in campo per la prima volta come rappresentativa di uno stato nazionale e pareggiò per 1-1 contro Israele in un match di qualificazione al campionato del mondo 1962. Il 27 novembre 1963 batté per 3-1 la Grecia. Il 17 febbraio 1968, a Nicosia, sconfisse la Svizzera per 2-1 in una gara di qualificazione al campionato d'Europa 1968, ottenendo le prime vittorie in partite ufficiali.
Il 12 febbraio 1983 ottenne un 1-1 a Limassol contro l'Italia campione del mondo in carica nelle eliminatorie del campionato d'Europa 1984. Il 22 ottobre 1988, nelle eliminatorie del campionato del mondo 1990, pareggiò per 1-1 a Nicosia contro la Francia, risultato che provocò l'esonero del CT francese Henri Michel.
Negli anni novanta la nazionale cipriota colse una vittoria di prestigio, imponendosi per 3-2 a Larnaca contro la Spagna nelle eliminatorie del campionato d'Europa 2000, il 5 settembre 1998. Il 15 novembre 2000 ottenne la vittoria più larga della propria storia battendo per 5-0 Andorra a Limassol nelle eliminatorie del campionato del mondo 2002. Il 7 settembre 2002, durante le qualificazioni al campionato d'Europa 2004, riuscì a passare in vantaggio contro la Francia dopo 25 minuti di gioco con un gol di Ioánnis Okkás, poi ribaltato da due reti ospiti.
A dispetto delle ridotte dimensioni dello stato e della modesta caratura tecnica della selezione, diverse sono state le vittorie di prestigio: si ricorda, tra le altre, un 5-2 inflitto all'Irlanda il 7 ottobre 2006 a Nicosia, e un'altra il 13 ottobre 2007 contro il Galles vincendo in rimonta per 3-1 nelle qualificazioni al campionato d'Europa 2008. In quello stesso girone, il 15 novembre 2006, la squadra cipriota impose in casa un 1-1 alla Germania semifinalista del mondiale 2006. Il 17 ottobre 2007, sempre nel girone di qualificazione a Euro 2008, andò vicino alla vittoria esterna a Dublino contro l'Irlanda, ma i padroni di casa pareggiarono all'ultimo minuto (1-1 il finale).

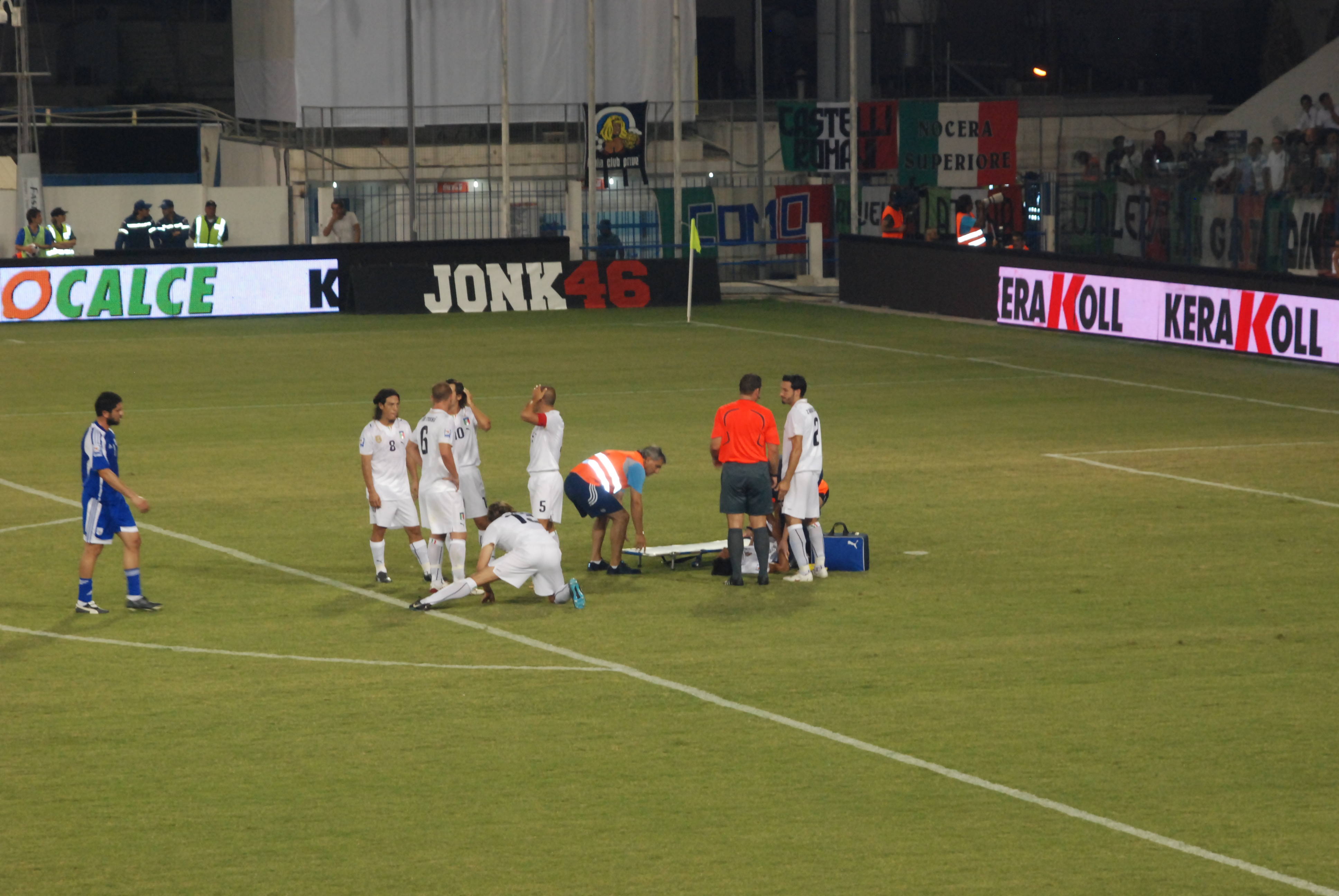
Immagine di Cipro-Italia 1-2 del 6 settembre 2008, partita disputata a Larnaca.

Nelle eliminatorie del campionato del mondo 2010 Cipro si rese protagonista di buone prestazioni, rendendo difficile la vita all'Italia di Lippi (in quel momento ancora campione del mondo): gli azzurri vinsero le due gare soltanto grazie alla doppietta di Di Natale e alla tripletta di Gilardino, i cui gol permisero agli azzurri di ottenere il successo in rimonta, rispettivamente in trasferta e in casa. Altro risultato di rilievo fu il pareggio esterno per 4-4 contro il Portogallo ottenuto il 3 settembre 2010 a Guimarães.Ottiene risultati molto modesti durante le qualificazioni per la Coppa del Mondo 2014, arrivando come ultima del proprio girone, ha conquistato una sola vittoria, a Larnaca l'11 settembre 2012 battendo per 1-0 l'Islanda.
Il 16 novembre 2014 la formazione cipriota ottenne un netto 5-0 su Andorra, eguagliando la vittoria più larga della propria storia (ottenuta sempre contro gli andorrani quattordici anni prima).
Nelle qualificazioni al campionato d'Europa 2016 la squadra cipriota guidata da Pambos Christodoulou ottenne un'importante vittoria in trasferta, battendo la Bosnia ed Erzegovina per 1-2 a Zenica. Nell'ultimo match del girone la squadra affrontò in casa la Bosnia avendo la necessità di vincere per sperare nel terzo posto valido per l'accesso agli spareggi di qualificazione all'europeo, eventualità che si sarebbe verificata con la contemporanea vittoria del Belgio a Bruxelles contro Israele. A prevalere fu, però, la Bosnia (2-3), che si qualificò agli spareggi a scapito della nazionale cipriota, che a un certo punto della partita si trovò in vantaggio per due reti e qualificata virtualmente agli spareggi, visto che il Belgio era in vantaggio contro gli israeliani. La possibile qualificazione all'europeo di Francia sfumò dunque per quattro punti.
Le eliminatorie del campionato del mondo 2018 videro Cipro terminare il girone al quinto e penultimo posto, dietro Estonia e davanti alla sola Gibilterra, malgrado la vittoria per 3-2 in casa contro la Bosnia. Nella UEFA Nations League 2018-2019 Cipro registrò una vittoria, due pareggi e tre sconfitte nel girone di Lega C. Pur risultando ultima nel raffronto tra le terze classificate nei gironi di Lega C, evitò la retrocessione in Lega D solo per via della riforma della competizione in vigore a partire dalla stagione successiva. Nelle qualificazioni al campionato d'Europa 2020 la nazionale cipriota terminò al quarto posto il girone da sei squadre, a causa di tre sconfitte consecutive nelle ultime partite. Iniziata la UEFA Nations League 2020-2021 con tre sconfitte nel girone di Lega C, la squadra concluse con un bilancio di una vittoria, un pareggio e quattro rovesci, vedendosi costretta a spareggiare con l'Estonia: grazie alla vittoria contro i baltici (2-0 tra andata e ritorno) evitò la retrocessione in Lega D. Nella UEFA Nations League 2022-2023 ottenne una vittoria e due pareggi e subì tre sconfitte nel girone di Lega C, andando agli spareggi con Gibilterra per evitare la retrocessione.

## Commissari tecnici
Dati aggiornati al 25 marzo 2023.
| Selezionatore           | Periodo   | Panchine | V  | N  | P  | % vittorie |
| ----------------------- | --------- | -------- | -- | -- | -- | ---------- |
| Argýris Gavalás         | 1960-1967 | 12       | 1  | 1  | 10 | 8,3        |
| Pámbos Avraamídis       | 1968-1969 | 8        | 1  | 0  | 7  | 12,5       |
| Ray Wood                | 1970-1971 | 7        | 0  | 1  | 6  | 0          |
| Sima Milovanov          | 1972      | 2        | 0  | 0  | 2  | 0          |
| Pámbos Avraamídis       | 1972-1975 | 15       | 2  | 0  | 13 | 13,3       |
| Kóstas Talianós         | 1976      | 1        | 0  | 0  | 1  | 0          |
| Paníkos Krýstallis      | 1976-1977 | 5        | 0  | 0  | 5  | 0          |
| Andréas Lazarídis       | 1977-1978 | 2        | 0  | 0  | 2  | 0          |
| Kóstas Talianós         | 1978-1982 | 19       | 1  | 3  | 15 | 5,3        |
| Vasil Spasov            | 1982-1984 | 11       | 0  | 4  | 7  | 0          |
| Paníkos Iakóvou         | 1984-1987 | 15       | 1  | 3  | 11 | 6,7        |
| Tákis Haralámbous       | 1987      | 3        | 0  | 0  | 3  | 0          |
| Paníkos Iakóvou         | 1988-1991 | 15       | 0  | 4  | 11 | 0          |
| Andréas Michaelídes     | 1991-1996 | 51       | 11 | 12 | 28 | 21,6       |
| Stávros Papadópoulos    | 1997      | 7        | 2  | 1  | 4  | 28,6       |
| Paníkos Georgíou        | 1997-1999 | 15       | 8  | 2  | 5  | 53,3       |
| Stávros Papadópoulos    | 1999-2001 | 18       | 7  | 3  | 8  | 38,9       |
| Tákis Haralámbous       | 2001      | 4        | 1  | 1  | 2  | 25,0       |
| Momčilo Vukotić         | 2002-2004 | 25       | 5  | 6  | 14 | 20,0       |
| Aggelos Anastasiadīs    | 2005-2011 | 56       | 16 | 12 | 28 | 28,6       |
| Níkos Nióplias          | 2011-2013 | 18       | 2  | 2  | 14 | 11,1       |
| Pampos Christodoulou    | 2014-2015 | 13       | 4  | 1  | 8  | 30,8       |
| Christakīs Christoforou | 2015-2017 | 10       | 3  | 1  | 6  | 30         |
| Ran Ben Shimon          | 2017-2020 | 23       | 5  | 4  | 14 | 21,7       |
| Johan Walem             | 2020-2021 | 6        | 0  | 1  | 5  | 0          |
| Nikolaos Kōstenoglou    | 2021-2022 | 18       | 2  | 5  | 11 | 11,1       |
| Temuri Ketsbaia         | 2022-     | 5        | 2  | 0  | 3  | 40         |

## Confronti con le altre nazionali

### Confronti totali
Dati aggiornati al 14 novembre 2020.
| Nazionale            | G  | V | N | P  |
| -------------------- | -- | - | - | -- |
| Albania              | 6  | 2 | 2 | 2  |
| Andorra              | 5  | 5 | 0 | 0  |
| Arabia Saudita       | 1  | 0 | 1 | 0  |
| Armenia              | 6  | 4 | 1 | 1  |
| Austria              | 7  | 0 | 1 | 6  |
| Azerbaigian          | 2  | 0 | 1 | 1  |
| Bielorussia          | 2  | 1 | 0 | 1  |
| Belgio               | 12 | 0 | 1 | 11 |
| Bosnia ed Erzegovina | 4  | 2 | 0 | 2  |
| Bulgaria             | 14 | 1 | 1 | 12 |
| Canada               | 2  | 0 | 1 | 1  |
| Cecoslovacchia       | 6  | 0 | 2 | 4  |
| Croazia              | 1  | 0 | 0 | 1  |
| Danimarca            | 6  | 0 | 1 | 5  |
| Estonia              | 8  | 3 | 3 | 2  |
| Fær Øer              | 4  | 3 | 1 | 0  |
| Finlandia            | 4  | 1 | 1 | 2  |
| Francia              | 8  | 0 | 1 | 7  |
| Galles               | 7  | 2 | 0 | 5  |
| Georgia              | 6  | 3 | 1 | 2  |
| Germania             | 6  | 0 | 1 | 5  |
| Gibilterra           | 2  | 2 | 0 | 0  |
| Grecia               | 30 | 3 | 7 | 20 |
| Inghilterra          | 3  | 0 | 0 | 3  |
| Iran                 | 1  | 0 | 1 | 0  |
| Iraq                 | 1  | 1 | 0 | 0  |
| Irlanda              | 10 | 1 | 1 | 8  |
| Irlanda del Nord     | 6  | 1 | 2 | 3  |
| Islanda              | 7  | 1 | 3 | 3  |
| Israele              | 15 | 3 | 3 | 9  |
| Italia               | 8  | 0 | 1 | 7  |
| Jugoslavia           | 4  | 0 | 0 | 4  |
| Giappone             | 1  | 0 | 0 | 1  |
| Giordania            | 5  | 1 | 2 | 2  |
| Kazakistan           | 4  | 3 | 1 | 0  |
| Kuwait               | 1  | 0 | 1 | 0  |
| Lettonia             | 2  | 2 | 0 | 0  |
| Libano               | 2  | 1 | 0 | 1  |
| Lituania             | 3  | 2 | 0 | 1  |
| Lussemburgo          | 5  | 4 | 0 | 1  |
| Macedonia del Nord   | 2  | 0 | 1 | 1  |
| Malta                | 6  | 3 | 2 | 1  |
| Moldavia             | 1  | 1 | 0 | 0  |
| Montenegro           | 4  | 0 | 3 | 1  |
| Norvegia             | 11 | 0 | 0 | 11 |
| Paesi Bassi          | 8  | 0 | 0 | 8  |
| Polonia              | 7  | 0 | 3 | 4  |
| Portogallo           | 11 | 0 | 1 | 10 |
| Rep. Ceca            | 4  | 0 | 0 | 4  |
| Romania              | 13 | 1 | 3 | 9  |
| Russia               | 5  | 0 | 1 | 4  |
| San Marino           | 6  | 6 | 0 | 0  |
| Scozia               | 7  | 0 | 0 | 7  |
| Serbia               | 4  | 0 | 1 | 3  |
| Slovacchia           | 4  | 1 | 0 | 3  |
| Slovenia             | 10 | 2 | 3 | 5  |
| Spagna               | 8  | 1 | 0 | 7  |
| Siria                | 1  | 1 | 0 | 0  |
| Svezia               | 6  | 0 | 1 | 5  |
| Svizzera             | 8  | 1 | 2 | 5  |
| Ucraina              | 3  | 1 | 1 | 1  |
| Ungheria             | 7  | 1 | 0 | 6  |
| Unione Sovietica     | 4  | 0 | 0 | 4  |

### Confronti più frequenti

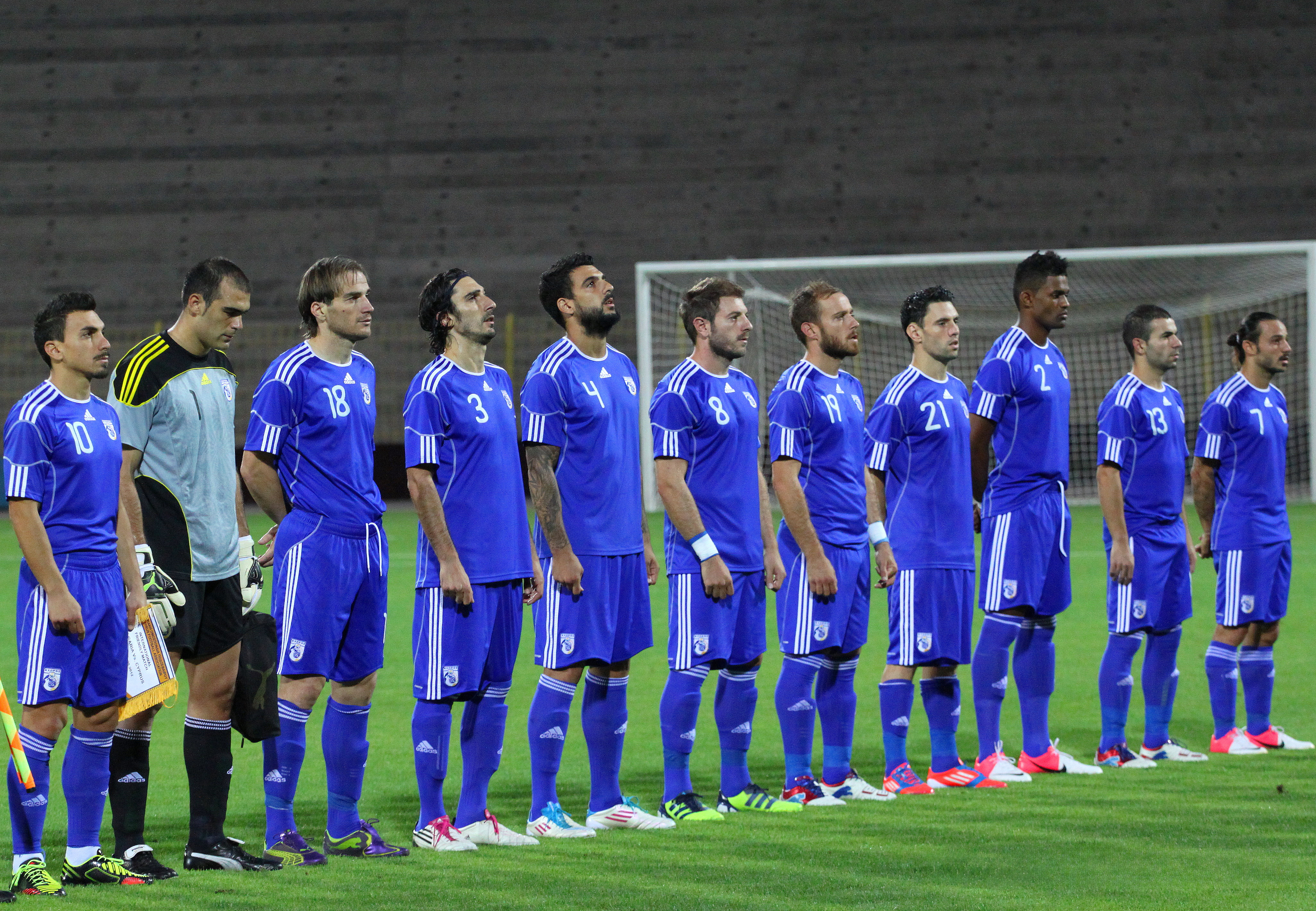
La nazionale cipriota scesa in campo a Sofia contro la il 15 agosto 2012.

Questi sono i saldi di Cipro nei confronti delle nazionali con cui sono stati disputati almeno 10 incontri.

#### Saldo negativo
| Nazionale  | Giocate | Vinte | Pareggiate | Perse | Reti fatte | Reti subite | Differenza | Ultima vittoria  | Ultimo pari      | Ultima sconfitta |
| ---------- | ------- | ----- | ---------- | ----- | ---------- | ----------- | ---------- | ---------------- | ---------------- | ---------------- |
| Grecia     | 30      | 3     | 7          | 20    | 29         | 55          | -26        | 14 novembre 2001 | 27 febbraio 1991 | 11 novembre 2020 |
| Israele    | 14      | 2     | 3          | 9     | 17         | 32          | -15        | 10 ottobre 2015  | 29 marzo 2003    | 10 ottobre 2014  |
| Romania    | 13      | 1     | 3          | 9     | 11         | 34          | -23        | 6 febbraio 2000  | 9 febbraio 2011  | 16 agosto 2006   |
| Bulgaria   | 13      | 1     | 0          | 12    | 8          | 31          | -23        | 10 ottobre 2009  | 16 novembre 2018 | 13 ottobre 2018  |
| Portogallo | 11      | 0     | 1          | 10    | 6          | 35          | -29        | -                | 3 settembre 2010 | 3 giugno 2017    |
| Irlanda    | 10      | 1     | 1          | 8     | 9          | 27          | -18        | 7 ottobre 2006   | 17 ottobre 2007  | 5 settembre 2009 |

Nota: la partita viene indicata come un pareggio quando finisce ai tiri di rigore.

## Partecipazioni ai tornei internazionali
Legenda: Grassetto: Risultato migliore, Corsivo: Mancate partecipazioni

## Statistiche dettagliate sui tornei internazionali

### Mondiali
| Anno | Luogo                    | Piazzamento     | V | N | P | Gol |
| ---- | ------------------------ | --------------- | - | - | - | --- |
| 1962 | Cile                     | Non qualificata | - | - | - | -   |
| 1966 | Inghilterra              | Non qualificata | - | - | - | -   |
| 1970 | Messico                  | Non qualificata | - | - | - | -   |
| 1974 | Germania Ovest           | Non qualificata | - | - | - | -   |
| 1978 | Argentina                | Non qualificata | - | - | - | -   |
| 1982 | Spagna                   | Non qualificata | - | - | - | -   |
| 1986 | Messico                  | Non qualificata | - | - | - | -   |
| 1990 | Italia                   | Non qualificata | - | - | - | -   |
| 1994 | Stati Uniti              | Non qualificata | - | - | - | -   |
| 1998 | Francia                  | Non qualificata | - | - | - | -   |
| 2002 | Corea del Sud / Giappone | Non qualificata | - | - | - | -   |
| 2006 | Germania                 | Non qualificata | - | - | - | -   |
| 2010 | Sudafrica                | Non qualificata | - | - | - | -   |
| 2014 | Brasile                  | Non qualificata | - | - | - | -   |
| 2018 | Russia                   | Non qualificata | - | - | - | -   |
| 2022 | Qatar                    | Non qualificata | - | - | - | -   |

### Europei
| Anno | Luogo                | Piazzamento      | V | N | P | Gol |
| ---- | -------------------- | ---------------- | - | - | - | --- |
| 1964 | Spagna               | Non partecipante | - | - | - | -   |
| 1968 | Italia               | Non qualificata  | - | - | - | -   |
| 1972 | Belgio               | Non qualificata  | - | - | - | -   |
| 1976 | Jugoslavia           | Non qualificata  | - | - | - | -   |
| 1980 | Italia               | Non qualificata  | - | - | - | -   |
| 1984 | Francia              | Non qualificata  | - | - | - | -   |
| 1988 | Germania Ovest       | Non qualificata  | - | - | - | -   |
| 1992 | Svezia               | Non qualificata  | - | - | - | -   |
| 1996 | Inghilterra          | Non qualificata  | - | - | - | -   |
| 2000 | Belgio / Paesi Bassi | Non qualificata  | - | - | - | -   |
| 2004 | Portogallo           | Non qualificata  | - | - | - | -   |
| 2008 | Austria / Svizzera   | Non qualificata  | - | - | - | -   |
| 2012 | Polonia / Ucraina    | Non qualificata  | - | - | - | -   |
| 2016 | Francia              | Non qualificata  | - | - | - | -   |
| 2020 | Europa               | Non qualificata  | - | - | - | -   |
| 2024 | Germania             | Non qualificata  | - | - | - | -   |

### Confederations Cup
| Anno | Luogo                    | Piazzamento     | V | N | P | Gol |
| ---- | ------------------------ | --------------- | - | - | - | --- |
| 1992 | Arabia Saudita           | Non invitata    | - | - | - | -   |
| 1995 | Arabia Saudita           | Non invitata    | - | - | - | -   |
| 1997 | Arabia Saudita           | Non qualificata | - | - | - | -   |
| 1999 | Messico                  | Non qualificata | - | - | - | -   |
| 2001 | Corea del Sud / Giappone | Non qualificata | - | - | - | -   |
| 2003 | Francia                  | Non qualificata | - | - | - | -   |
| 2005 | Germania                 | Non qualificata | - | - | - | -   |
| 2009 | Sudafrica                | Non qualificata | - | - | - | -   |
| 2013 | Brasile                  | Non qualificata | - | - | - | -   |
| 2017 | Russia                   | Non qualificata | - | - | - | -   |

### Nations League
| Anno      | Luogo      | Piazzamento   | V | N | P | Gol  |
| --------- | ---------- | ------------- | - | - | - | ---- |
| 2018-2019 | Portogallo | 12° in Lega C | 0 | 1 | 3 | 2:7  |
| 2020-2021 | Italia     | 14° in Lega C | 1 | 1 | 4 | 2:10 |

## Rosa attuale
Lista dei convocati per le gare di UEFA Nations League 2024-2025 di ottobre 2024.
Presenze e reti aggiornate al termine della seconda gara.
|  | P | Neofytos Michaīl         | 16 dicembre 1993  | 15 | -27 | Pafos               |  |  |
|  | P | Joël Mall                | 5 aprile 1991     | 14 | -38 | Servette            |  |  |
|  | P | Dīmītrios Dīmītriou      | 15 gennaio 1999   | 10 | -21 | Apollōn Limassol    |  |  |
|  |   |                          |                   |    |     |                     |  |  |
|  | D | Kōstas Laïfīs            | 19 maggio 1993    | 62 | 3   | APOEL               |  |  |
|  | D | Nikolas Iōannou          | 10 novembre 1995  | 50 | 2   | Sampdoria           |  |  |
|  | D | Andreas Karo             | 9 settembre 1996  | 26 | 1   | Maccabi Petah Tiqwa |  |  |
|  | D | Stelios Andreou          | 24 luglio 2002    | 22 | 0   | Charleroi           |  |  |
|  | D | Nikolas Panagiōtou       | 12 maggio 2000    | 13 | 0   | Omonia              |  |  |
|  | D | Kōstas Pīleas            | 11 dicembre 1998  | 9  | 1   | Pafos               |  |  |
|  | D | Marios Stylianou         | 23 settembre 1993 | 6  | 0   | Ethnikos Achnas     |  |  |
|  |   |                          |                   |    |     |                     |  |  |
|  | C | Kōstakīs Artymatas       | 15 aprile 1993    | 73 | 1   | Anorthōsis          |  |  |
|  | C | Grigoris Kastanos        | 30 gennaio 1998   | 66 | 6   | Verona              |  |  |
|  | C | Iōannīs Kousoulos        | 14 giugno 1996    | 42 | 4   | Verona              |  |  |
|  | C | Alex Gogić               | 13 aprile 1994    | 33 | 0   | St. Mirren          |  |  |
|  | C | Marinos Tziōnīs          | 16 luglio 2001    | 29 | 2   | Čukarički           |  |  |
|  | C | Charalampos Charalampous | 4 aprile 2002     | 17 | 1   | Omonia              |  |  |
|  | C | Andreas Chrysostomou     | 14 gennaio 2001   | 4  | 0   | Anorthōsis          |  |  |
|  | C | Rafail Mamas             | 4 marzo 2001      | 3  | 0   | AEL Limassol        |  |  |
|  |   |                          |                   |    |     |                     |  |  |
|  | A | Pieros Sotiriou          | 13 gennaio 1993   | 62 | 12  | Sanfrecce Hiroshima |  |  |
|  | A | Ioannis Pittas           | 10 luglio 1996    | 45 | 7   | AIK                 |  |  |
|  | A | Loizos Loizou            | 18 luglio 2003    | 34 | 1   | Omonia              |  |  |
|  | A | Andronikos Kakoullīs     | 3 maggio 2001     | 22 | 4   | Omonia              |  |  |
|  | A | Marios Īlia              | 19 maggio 1996    | 14 | 1   | Pafos               |  |  |
|  | A | Stavros Gavriel          | 29 gennaio 2002   | 3  | 0   | Zulte Waregem       |  |  |

## Record individuali
Record aggiornati al 10 giugno 2025.
- In grassetto i giocatori ancora in attività in nazionale.

### Record presenze
| Pos. | Giocatore                  | Presenze | Reti | Periodo   |
| ---- | -------------------------- | -------- | ---- | --------- |
| 1    | Giannakīs Okkas            | 106      | 27   | 1997-2011 |
| 2    | Kōnstantinos Charalampidīs | 93       | 12   | 2003-2016 |
| 3    | Michalīs Kōnstantinou      | 84       | 32   | 1997-2012 |
| 4    | Pampos Pittas              | 82       | 7    | 1987-1999 |
| 5    | Kōnstantinos Makridīs      | 77       | 5    | 2004-2016 |
| 5    | Kōstakīs Artymatas         | 77       | 1    | 2012-     |
| 7    | Nikos Panagiōtou           | 74       | 0    | 1994-2006 |
| 8    | Dīmītrīs Christofī         | 72       | 9    | 2008-2023 |
| 9    | Grigoris Kastanos          | 71       | 7    | 2015-     |
| 10   | Chrysostomos Michaīl       | 69       | 7    | 2000-2011 |
| 10   | Giōrgos Theodotou          | 69       | 0    | 1996-2007 |
| 10   | Īlias Charalampous         | 69       | 0    | 2002-2017 |
| 10   | Charalampos Kyriakou       | 69       | 0    | 2014-     |

### Record reti
| Pos. | Giocatore                  | Reti | Presenze | Periodo   |
| ---- | -------------------------- | ---- | -------- | --------- |
| 1    | Michalīs Kōnstantinou      | 32   | 84       | 1997-2012 |
| 2    | Giannakīs Okkas            | 27   | 103      | 1997-2012 |
| 3    | Kōnstantinos Charalampidīs | 12   | 93       | 2003-2016 |
| 3    | Pieros Sōtīriou            | 12   | 65       | 2012-     |
| 5    | Marios Agathokleous        | 10   | 40       | 1994-2003 |
| 5    | Eustathios Alōneutīs       | 10   | 62       | 2005-2017 |
| 5    | Iōannīs Pittas             | 10   | 49       | 2019-     |
| 8    | Dīmītrīs Christofī         | 9    | 72       | 2008-2023 |
| 8    | Milenko Špoljarić          | 9    | 22       | 1997-2001 |
| 10   | Andreas Sōtīriou           | 8    | 39       | 1991-1999 |
| 10   | Siniša Gogić               | 8    | 37       | 1994-1999 |